# Église Saint-Mary de Vézézoux
L'église Saint-Mary est un édifice situé à Vézézoux, en France.

## Localisation
L'église est située sur le territoire de la commune de Vézézoux, dans le département de la Haute-Loire, en région Auvergne-Rhône-Alpes.

## Description
La paroisse est mentionnée dès le  par le cartulaire de Sauxillanges. De cette époque datent les constructions romanes de l'église (nef et sa voûte, modillons de l'abside). L'époque gothique a marqué le clocher-porche et la voûte de l'abside. Ce petit édifice ne possède aucun élément postérieur au 15e siècle. La nef est de trois travées sous voûte en berceau légèrement brisé, supportée par des doubleaux amortis par un double ressaut sur l'écoinçon des arcs latéraux de décharge, technique relativement rare en Velay. L'abside se compose d'une travée de chœur, rappelant sa destinée monastique, précédant l'abside proprement dite qui est à cinq pans sur les deux faces, sous voûte d'ogives établie, avec les fenêtres lancéolées, lors des constructions des  XIVe et XVe siècles. Un porche sous ogives aurait été ajouté au  XIVe siècle. Bases prismatiques et mascarons des ogives encadrent le portail. Le tympan, mutilé à la Révolution, est orné d'une sculpture de la Vierge et de Saint-Jean. Le clocher a été exécuté dans la tradition des clochers issue des techniques architecturales de l'abbaye de la Chaise-Dieu. Près de l'abside subsiste l'ancien four à pain communal, témoignage de la vie collective passée.

## Historique
L'église est inscrite  au titre des monuments historiques par arrêté du 2 juin 1969.